# Гілгул
Гілгул (гільгуль івр. גלגול הנשמות, у множині — гілгулім івр. גלגולים — блукання) — поняття в кабалі та юдаїзмі; переселення душі померлої людини в живе тіло або навіть у камінь, іноді багаторазове; реінкарнація; перевтілення; метемпсихоз.
Є опис у книзі рабина Іцхака Лурії «Шаар ха-гілгулім» (Врата реінкарнацій), складений його учнем рабином Хаїмом Віталієм, де говориться:
|  | На питання, для чого відбуваються кругообіги душ, існує кілька відповідей: - оскільки порушив якусь заборонну заповідь Тори, і тепер спустилася душа виправляти порушення; - щоби доповнити якусь відсутню для повного виправлення душі заповідь; - для допомоги іншим - показати їм шлях і допомогти в їх виправленні; - взяти собі в дружини ту, яку в першому кругообігу ніхто не взяв; але, трапляється, що, взявши собі дружину, здійснює який-небудь гріх. Тоді змушений зробити ще один кругообіг, щоб виправити цей гріх. Але сходить в цей світ вже не один, і хоча його дружина не потребує цього, повертають також і її; - якщо не зміг знайти собі дружину, але була у нього можливість - зустрів жінку, і не було серед всіх душ у світі кого-небудь ближче тієї жінки, то повертається виправляти свій гріх разом з цією жінкою; - є деякі душі, які можуть вирватися з нашого світу, але тільки без своїх дружин, а ці жінки зможуть піднятися тільки з приходом Машиаха. |

У кабалі XIII ст. гілгул вважали може зайняти час у тисячу поколінь, актів метемпсихозу (книга Бахір), але книги Зогар подає також — три. Грішна душа тричі може перевтілюватися, перш ніж досягне спокути (коли зупиниться кругообіг гілгулу); душі ж благочестивих людей можуть відчувати нескінченний процес переселення не для їх особистого блага, а на благо людства; врешті душа благочестивої людини переселяється всього тричі, а душа грішника — тисячу разів. Тобто гілгул розглядався не лише як покарання за гріхи. Що було обґрунтовано на тлумаченні вірша з книги Йови (33:29). Згідно з ученням гілгул кожної души природно прагне досконалості та з'єднання з Богом, але якщо це не вдається, то в житті души, отримує ще один шанс в іншому тілі. Грішники, які в житті не виправили провину, в іншому тілі, продовжують своє очищення через падіння на них покарання. Душі справедливих (праведників) можуть прийти і прагнути допомогти. Наступні втілення души можуть служити специфічним завданням, що охоплюватиме багато поколінь. Ця концепція розглядається рабином Хаїмом Віталієм в роботі «Сефер ха Гілгулім». Для нього, переселення душ — це космічний закон. Він бачив у цьому також метафору долі — вигнання. Індивідуальні душі людей були для нього частинами первісної душі Адама. Тривання переселення душ може закінчитися тільки духовним виправленням відповідальної особи або спинити це може Машиах. Але сама людина, в схильності до гріха, бува ще погіршує власну долю.